# Un violent désir de bonheur
Pour plus de détails, voir Fiche technique et Distribution.
Un violent désir de bonheur est un film français réalisé par Clément Schneider et sorti en 2018.

## Synopsis
Pendant la Révolution Française, dans le sud de la France, un monastère franciscain est réquisitionné comme caserne par l'armée révolutionnaire. Le jeune moine Gabriel, remarqué pour son éloquence et ses idées humanistes, se voit offrir de rejoindre cette armée, avec le grade de sergent. Gabriel ne se retrouvant pas dans leurs méthodes parfois violentes, il décide de rester au monastère quand l'armée en repart, seul avec Marianne, une jeune femme muette, un chat, et les oliviers dont ils doivent s'occuper.

## Fiche technique
- Titre : Un violent désir de bonheur
- Réalisation : Clément Schneider
- Scénario : Clément Schneider et Chloé Chevalier
- Photographie : Manuel Bolaños
- Décors : Samuel Charbonnot
- Costumes : Sophie Bégon
- Son : Elton Rabineau
- Montage : Anna Brunstein
- Musique : Joaquim Pavy
- Société de production : Les Films de l'Argile
- Pays d'origine :  France
- Durée : 75 minutes
- Date de sortie : France - 26 décembre 2018

## Distribution
- Quentin Dolmaire : Gabriel / François
- Grace Seri : Marianne
- Francis Leplay : l'abbé
- Franc Bruneau : un colporteur
- Vincent Cardona : le capitaine
- Étienne Durot, Ilias Le Doré, Guillaume Compiano : des soldats

## Sélection
- Festival de Cannes 2018 (sélection ACID)